# Pierrefeu-du-Var
Pierrefeu-du-Var – miejscowość i gmina we Francji, w regionie Prowansja-Alpy-Lazurowe Wybrzeże, w departamencie Var.
Według danych na rok 1990 gminę zamieszkiwało 4040 osób, a gęstość zaludnienia wynosiła 69 osób/km² (wśród 963 gmin regionu Prowansja-Alpy-W. Lazurowe Pierrefeu-du-Var plasuje się na 154. miejscu pod względem liczby ludności, natomiast pod względem powierzchni na miejscu 113.).